# Osamu Tezuka
Osamu Tezuka (手塚 治虫  r. 手塚 治, Tezuka Osamu; Tojonaka, 3. novembar 1928 — Tokio, 9. februar 1989) je bio japanski crtač mangi i animator. Nazvan je „ocem mange“ zbog svojih umetničkih dostignuća, razvoja novih crtačkih tehnika i redefinisanja žanrova u okviru sveta stripa i animacije, zbog čega je smatran i japanskim Voltom Diznijem. 
Započeo je strip revoluciju u Japanu objavljivanjem mange Novo ostrvo sa blagom 1947. godine. Proizveo je neke od najuticajnijih, najuspešnijih i voljenih stripova kao što su dečje mange Astroboj, Ribon no Kiši, Kimba, beli lav, i zreliji radovi kao što su Blek Džek, Feniks i Buda.
Umro je 1989. godine od raka želuca. U njegovu čast otvoren je muzej u Takarazuki i dodeljene su mu posthumne nagrade. Radio je na par animacija uoči smrti i na poslednjim poglavljima Feniksa, koji nikada nije dovršen.

## Biografija

### Detinjstvo (1928–1945)
Tezuka je rođen u Osaki, u gradu Tojonaka, kao najstariji od troje dece. Odrastao je u veoma uspešnoj i dobro obrazovanoj porodici. Njegov otac, Jutaka, je bio rukovodilac u fabrici metala Sumimoto, deda mu je bio advokat, a pradeda i pra-pradeda su mu bili doktori. Porodica sa majčine strane je imala dugu istoriju u vojsci.
Majka ga je često vodila u Takarazuku u pozorište, gde je ponekad nastupao ženski ansambl za koje je Tezuka kasnije u životu rekao da su mu bile velike inspiracije. Njihovi kostimi, pesme i velike bistre oči uticali su na njegovo stvaralaštvo i crtež.
Otac ga je upoznao sa Volt Dizni filmovima. Iznova ih je gledao, uključujući Bambija koga je odgledao više od osamdeset puta. U drugom razredu osnovne škole crtao je stripove u tolikoj meri da je majka morala da mu briše crteže jer mu je ponestajalo papira. Takođe su ga inspirisali radovi Suiha Tagave i Una Džuze. Kasnije u životu, Tezuka će navesti kineski animirani film Princeza Gvozdena lepeza (енгл. Princess Iron Fan) kao najveću inspiraciju.
Godine 1944, dok je još uvek bio u srednjoj školi, regrutovan je u vojsku i primoran da radi u fabrici. Međutim, čak i tada je nastavio da crta. Naredne godine je upisao Univerzitet u Osaki i počeo da uči medicinu. U tom periodu je takođe objavio svoje prve radove.

### Početak karijere (1946–1951)
Nakon Drugog svetskog rata, kada je imao 17 godina, Tezuka je u dečjem časopisu Shokokumin Shinbun objavio Mali Ma i njegov dnevnik.
Na predlog Šičime Sakaja, Tezuka je nacrtao strip baziran na romanu Ostrvo s blagom Roberta Luisa Stivensona. Strip je objavljen 1947. godine i preko noći postao hit, pokretajući zlatno doba stripa u Japanu.
Pod uticajem novonastale popularnosti, Tezuka je otišao u Tokio kako bi našao još izdavača. Kobunša ga je odbila, dok je Šinseikaku objavio Čudno putovanje dr Tigra (engl. The Strange Voyage of Dr. Tiger), a izdavačka kuća Domej Šupanša je objavila Tajanstveni dr Koronko.
Dok je još uvek studirao, Tezuka je objavio triologiju epskih, naučnofantastičnih priča sa elementima stimpanka: Izgubljeni svet (1948), Metropolis (1949) i Sledeći svet (1951). Ubrzo nakon toga objavio je jedan od svojih najpoznatijih stripova: Kimba, beli lav (1951-1954).
Diplomirao je 1951, i iste godine objavio Ambasador Atom, strip u kome će se po prvi put pojaviti lik Astroboja. Tada se takođe pridružio Udruženju za dečje mange u Tokiju, u kome su se nalazili umetnici kao što su Baba Noboru, Ota Džiro, Furusava Hideo, Eiči Fukuj, Irie Šigeru i Negiši Komiči.

### Astroboji početak animacije (1952–1960)
Iako Ambasador Atom nije bio previše popularan, jedan od likova je privukao pažnju čitalaca: čovekoliki robot zvani Atom. Tezuka je čak dobio pisma zbog njega, i na predlog svog urednika dao Atomu ljudska osećanja. Odlučio je da će se Atom boriti protiv vanzemaljaca nakon što ga je jedan američki vojnik udario u lice dok je radio u bolnici. Tecuvan Atom, odnosno Astroboj, objavljen je 4. februara 1952. godine i ubrzo postao hit u Japanu.
Naredne godine objavio je šodžo mangu Ribon no Kiši, a potom i Feniksa 1954. godine.

### Produkcijska karijera (1959–1989)
Saijuki je bila prva Tezukina manga adaptirana u anime film. Nastala je u produkciji studija Toej, a za režisera je kreditovan sam Tezuka. Doduše, produkcijski tim je kasnije priznao da je bilo teško motivisati ga da radi. Režiju je većinski vršio Jabušita Taidži. Tezuka je radio na planiranju scena (storybording), tako da se nije bavio animacijom. Međutim, nije poštovao rokove, i tek nakon godinu dana i mnogih pretnjih, predao je plan od 500 strana i time omogućio da se nastavi sa produkcijom. Mada i tu je bilo problema. Njegove ideje su bile prikladne za nedeljne stripove, ali ne za film od sat i po vremena. Na kraju je za tekstopisca kreditovan Uekusa Keinosuke, i film je objavljen 1960. godine pod nazivom Alakazam Veliki.
Uprkos tome što je film bio uspešan, Tezuki se nije svidelo što nije imao kontrolu nad sopstvenom pričom. Iskustvo u Toeju, međutim, smatra se velikom preokretnicom u istoriji animacije. Tezukin jednostavan stil omogućio je brzo i efikasno animiranje. Cukikoka Sadao, jedan od Tezukinih asistenata, će kasnije postati režiser prve TV serije studija Toej. Tezuka je tamo takođe upoznao mnoge animatore koji će kasnije raditi u njegovom studiju.
Tezuka je 1961. godine osnovao Muši Prodakšn, započevši rivalstvo sa studijom Toej. Nagovorio je mnoge animatore iz Toeja da rade za njega tako što im je udvostručio plate i obećao besplatnu hranu. Prvi projekat Tezukinog studija bio je eksperimentalni „anti-Dizni“ film Priče jednog uličnog kutka (engl. Tales from a Certain Street Corner). Opet je bilo problema sa vremenom, ali uprkos tome što je prikazan samo jednom u bioskopima, film je sadržao mnoge animacijske „trikove“ koji će kasnije postati standard (kao što su ponavljanje istih pokreta u scenama sa plesom i duže držanje frejmova). Isti dan su prikazane prve dve epizode Astroboja, osam nedelja pre premijere.
Astroboj je prvi put emitovan 1963. na Novu godinu i postaće prva japanska animacija koja će biti sinhronizovana na engleski jezik. Tezuka je koristio mnoge „trikove“ kako bi smanjio cenu pravljenja epizoda za 2.5 miliona jena. Neki od trikova su bili očigledni, ali zbog dobre muzike i zvučnih efekata to nije bilo toliko bitno.
Tezuka je planirao da proda licencu za Astroboja američkoj kompaniji NBC, ali je slučajno to pravo dao kompaniji NBC Enterprises. Kompanija je potom poručila 52 epizode, što je bilo mnogo više nego što bi Tezuka mogao da proizvede bez njihove investicije. Američka sinhronizacija je dodala još zvučnih efekata koji će kasnije postati klasici u anime produkcijama. Međutim, Amerikanci su imali mnoge uslove: svaka epizoda treba da bude priča za sebe, svi znakovi moraju biti prevedeni na engleski, ne sme da bude religijskih i „zrelih“ motiva, i serija ne sme biti očigledno japanska. Tezuka je prihvatio uslove jer mu se svidelo da priča ima neodređenu lokaciju. Doduše, ubrzo je postao razočaran američkom kompanijom jer su posle 52 epizode rekli da će nastaviti da ih repriziraju, te da im ne treba više epizoda.
Tezukina kompanija je nastavila da adaptira njegove mange, kao što je Vladar džungle (poznatiji kao Kimba, beli lav), koji će postati prva japanska animirana serija u koloru. NBC Enterprises je dobio licencu i za ovu seriju, ali je opet imao uslove. Isprva su hteli da sve životinje budu obučene, ali kasnije je odlučeno da „životinje mogu biti gole u prirodi,“ kao i da je prikaz crnaca u seriji „dozvoljen sve dok su prikazani na civilizovan način“.
Krajem šezdesetih i početkom sedamdesetih godina, Muši Prodakšn je bio na ivici bankrota. Tezuka je odlučio da se okrene pravljenju „zrelih“ filmova kao što su Hiljadu i jedna noć (1969) i Kleopatra (1970), ne bili zaradio dovoljno para da plati investitore, ali poduhvat je bio neuspešan. Godine 1968, Tezuka se povukao iz Mušija i osnovao novi animacijski studio, Tezuka Prodašns. Muši je bankrotirao 1973. godine, ali kao rezultat toga nastali su mnogi uticajni studiji kao što je Sanrajz (danas Bandaj Namko Filmvorks).

### Gekiga(1967–1989)
Popularizacijom gekiga stripova i časopisa Garo, Tezuka je odlučio da osnuje magazin COM. Pošto gekiga podrazumeva realističnije priče, Tezuka je promenio svoj skoro pa Dizni stil crtanja i uveo zrelije teme u svoje mange, uključujući nasilje i erotiku.
Prva Tezukina manga ovog tipa je bila Dororo iz 1967. godine, pa potom Vampiri, i Gutanje Zemlje (engl. Swallowing the Earth) koja se smatra njegovom prvom „pravom“ gekigom. Međutim, Tezuka nije bio zadovoljan radom, pa je potom objavio I.L. (1969). 
Ostale Tezukine mange ovog tipa su Feniks, Blek Džek, Buda, kao i jednokratne priče Ajako, Oda Kirihitu, Alabaster, Apolova pesma, Barbara, MV, Knjiga o ljudskim insektima, i kolekcije kratkih priča kao što su Pod vazduhom (engl. Under Air), Paklena jabuka (engl. Clockwork Apple), Krater, Melodija Gvožđa i ostale kratke priče (engl. Melody of Iron and Other Short Stories), Zapisnik staklenog zamka (engl. Record of the Glass Castle). Osamdesetih je takođe objavio mange Poruka Adolfu, Ponoć, Ludvig B (nedovršeno) i Neo Faust.

### Smrt
Tezuka je umro 9. februara 1989. godine od raka želuca. Njegove poslednje reči  — „Preklinjem te, pusti me da radim!“ bile su upućene medicinskoj sestri koja je htela da mu skloni olovke. Iako agnostik, sahranjen je na budističkom groblju u Tokiju.
Rumiko, Tezukina ćerka, je 2014. godine otključala jednu od očevih fioka i našla polupojedenu čokoladu, pismo upućeno Kacuhiru Otomu u kome hvali njegov rad na Akiri, razne crteže, i erotične skice antropomorfnih životinja.

## Zanimljivosti
Tezukin predak je bio Hatori Hanzo, poznati nindža i samuraj koji je u Sengoku periodu služio Tokugavu Ijejasua.
Kada je bio mali zvali su ga „čupavko“ (jap. gashagasha-atama).
Već kao dete je odlučio da želi da se bavi medicinom nakon što mu je doktor pomogao kada su mu se ruke nadule. Pitao je majku da li treba da se posveti crtanju mangi ili medicini, na šta je ona odgovorila da treba da radi ono što najviše voli. Tezuka se potom posvetio mangi, ali je takođe završio medicinski fakultet u Osaki. Koristio je to znanje da obogati svoje priče, kao što je Blek Džek.
Tezuka je voleo entomologiju, dodavajuću čak svom pseudonimu kandži za „bubu” (虫). Voleo je takođe Dizni filmove i bejzbol, do te mere da je licencirao lika Kimbe za logo bejzbol tima Seibu Lajonz.
Bio je član kluba za ljubitelje Supermena.
Oženio se 1959. godine sa Ecuko Okadom. Par je imao dvoje dece, ćerku Rumiko i sina Makota. Makoto Tezuka je kasnije postao filmski i anime direktor.
Tezuka je 1965. godine dobio pismo od Stenlija Kjubrika koji je bio fan Astroboja. Režiser je hteo da Tezuka dođe u Englesku i radi sa njim na filmu 2001: Odiseja u svemiru. Tezuka je morao da odbije ponudu jer nije mogao da napusti Japan na godinu dana. Ipak, bio je veliki fan filma i često bi slušao njegov saundtrek.

## Nasleđe
Osamu Tezuka je bio pionir japanskog stripa i animacije. Osmislio je danas klasične karakteristike „anime“ stila, kao što su velike oči na likovima. Obučavao je mnoge velikane kao što su Šotaro Išimori i Go Nagai. Mangake Manki Panč (Lupin III), Kacuhiro Otomo (Akira), Akira Torijama (Zmajeva Kugla), Hajao Mijazaki (Začarani Grad, Princeza Mononoke, Moj Komšija Totoro), Rumiko Takahaši (Ranma 1/2), Jošihiro Togaši (Yu Yu Hakusho), njegova žena Naoko Takeuči (Mesečeva Ratnica), Masami Kurumada (Saint Seiya), Tecuo Hara (Hokuto no Ken), Kentaro Miura (Berserk), Keisuke Itagaki (Baki The Grappler), i Naoki Urasava (20th Century Boys), naveli su Tezuku kao najveću inspiraciju. Urasava i Takaši Nagasaki su u mangu Pluto ubacili elemente iz Tezukinog Astroboja.
U gradu Takarazuka je 25. aprila 1994. godine otvoren muzej u Tezukinu čast. Zgrada ima tri sprata i dvorište. U podrumu se nalazi radionica u kome posetioci mogu da prave sopstvene animacije, maketa grada i replika Tezukinog radnog stola. Na prizemlju se nalazi stalna izložba mangi i animea, dok se na drugom spratu nalaze mnoge izložbe, kao i biblioteka sa Tezukinim mangama i prostorija dekorisana motivima iz Kimbe. 
Napravljene su markice u Tezukinu čast, kao i igračke bazirane na njegovim likovima. Maurizio de Soza, Tezukin prijatelj, je 2012. godine objavio strip Monica Teen u kome se pojavljuju Tezukini likovi. On je bio prvi inostrani umetnik kome je Tezuka Prodašns dala to pravo.
Oktobra 2019. godine objavljen je „Tezuka 2020” projekat, u kome je veštačka inteligencija programirana da crta mange u Tezukinom stilu. Crteži su na početku bili izobličeni i jezivi, ali prikupljanjem novih informacija, program je uspeo da kopira mangakin stil. Jedan od likova je inspirisao Urumua Cunogaja da napravi mangu. Iste godine, korporacija Kioxia je osmislila program koji će da napravi novu „Tezukinu“ mangu zvanu Paidon, odnosno Phaedo. U projektu su učestvovali i stvarni umetnici kao što su Šigeto Ikehara, Keniči Kiriki i već pomenuti Urumu. Tezukin sin je 26. februara 2020. godine održao ceremoniju u čast projekta, a sama manga je objavljena narednog dana u časopisu Morning. Izdavačka kuća je potvrdila da planira nastavak.

## Literatura
- Ladd, Fred (2009). Astro Boy and anime come to the Americas: an insider's view of the birth of a pop culture phenomenon. McFarland & Co. ISBN 978-0-7864-3866-2.
- Patten, Fred (2004). Watching Anime, Reading Manga: 25 Years of Essays and Reviews. Stone Bridge Press. ISBN 978-1-880656-92-1.
- Schodt, Frederik L. (2007). The Astro Boy Essays: Osamu Tezuka, Mighty Atom, and the Manga/Anime Revolution. Stone Bridge Press. ISBN 978-1-93333054-9.
- G. Clinton Godart (2013). „Tezuka Osamu’s Circle of Life: Vitalism, Evolution, and Buddhism”. Mechademia. 8. University of Minnesota Press. стр. 34—47. Спољашња веза у |chapter= (помоћ).
- McCarthy, Helen (октобар 2009). The Art of Osamu Tezuka: God of Manga. New York: Harry N. Abrams. ISBN 978-0-81098249-9.. Biography and presentation of Tezuka's works.
- Frederik L. Schodt (2011). Dreamland Japan: Writings on Modern Manga. Berkeley: Stone Bridge Press. ISBN 978-1-93333095-2.
- Natsu Onoda Power (2009). God of Comics: Osamu Tezuka and the Creation of Post-World War II Manga. Jackson: University Press of Mississippi. ISBN 978-1-60473221-4.

## Spoljašnje veze
- Званични веб-сајт
- Hrvatska izdanja Tezukinih dela